# Октябрь 2020 года

Список событий октября 2020 года.

## События
- 1 октября
  - Токийская фондовая биржа приостановила торги на весь день из-за крупнейшего за 15 лет сбоя[1].
  - В Таджикистане началась третья после распада СССР перепись населения (предыдущие были в 2000 и 2010 годах ), которая продлилась до 15 октября[2].
  - В труднодоступных регионах России началась Всероссийская перепись населения, которая продлится до 30 июня 2021 года[3]. В остальной части России проведение переписи намечено с 1 по 30 апреля 2021 года.
  - Внебрачная дочь бывшего короля Бельгии Альберта II, художница Дельфина Боэль через суд добилась права носить титул принцессы[4].
  - Евросоюз согласовал санкционный список в который вошли 40 белорусских чиновников, ответственные, по мнению Брюсселя, за фальсификацию выборов и нарушение прав человека[5].
  - В Воронежской области был введён режим чрезвычайной ситуации из-за природных пожаров[6].
- 2 октября
  - Президент США Дональд Трамп опубликовал твит, что у него и его жены Мелании обнаружен коронавирус[7].
  - Российская журналистка Ирина Славина совершила самосожжение.
- 3 октября
  - Опубликовано видео, на котором видно огромное нефтяное пятно в Тихом океане у берегов Камчатки, в воде у Халактырского пляжа и ещё на трёх участках акватории Авачинского залива обнаружены нефтепродукты и фенол[8].
- 4 октября
  - В Новой Каледонии — заморском департаменте Франции — состоялся референдум о независимости, победу одержали сторонники единства с Францией: 53,2 % против 46,8 %[9].
- 5 октября
  - Впервые после начала пандемии COVID-19 проводится живой шахматный турнир. До этого несколько турниров проводилось в онлайн-режиме на технической площадке chess24.com.[10]
  - Владимир Путин подписал указ о досрочной отставке Владимира Васильева с поста главы Дагестана, временно исполняющим обязанности главы региона назначен Сергей Меликов[11].
  - В столице Кыргызстана Бишкеке тысячи людей вышли на акции протеста после парламентских выборов[12].
  - Перед голосованием на внеочередной сессии Государственного собрания Словении по предложению премьера Янеза Янши об увольнении министра сельского хозяйства Александры Пивец, она подала в отставку. Также Пивец объявила о выходе из Демократической партии пенсионеров Словении (DeSUS)[13].
  - С 00:00 Правительство Чехии вновь ввело чрезвычайное положение, сроком на 30 дней, в связи с обострением эпидемической ситуации, связанной с коронавирусом SARS-CoV-2[14].
- 6 октября
  - Нобелевскую премию по физике 2020 год вручили Роджеру Пенроузу — за строгое теоретическое обоснование возможности образования чёрных дыр, а также Андреа Гез и Райнхарду Генцелю — за открытие сверхмассивной чёрной дыры Стрелец A* в центре Галактики[15].
  - Экс-президент Кыргызстана Алмазбек Атамбаев был освобождён демонстрантами из СИЗО Государственного комитета национальной безопасности[16].
- 7 октября
  - В Скопинском районе Рязанской области происходит серия взрывов на военных складах[17].
  - Лауреатами Нобелевской премии по химии стали Дженнифер Даудна и Эмманюэль Шарпантье за создание метода редактирования геномов[18].
  - Следственный комитет возбудил уголовное дело из-за загрязнения и гибели морских животных в акватории Авачинского залива Камчатского края[19].
  - Греческая ультраправая партия «Золотая заря» постановлением афинского Апелляционного суда признана преступной организацией[20]. Лидер партии Никос Михалолиакос и ещё шесть человек признаны виновными в руководстве организованной преступной группой, 15 человек — в соучастии в сговоре с целью убийства Павлоса Фиссаса. Суд также признал Йоргоса Рупакиаса виновным в убийстве Павлоса Фиссаса. Рупакиас признал вину[21].
- 8 октября
  - В Иране освобождена правозащитница Наргес Мохаммади, вице-президент «Центра правощитников»[англ.], основанного лауреатом Нобелевской премии мира Ширин Эбади. Она находилась в тюрьме с 2015 года[22].
  - Нобелевскую премию по литературе получила американка Луиза Глюк — один из самых титулованных поэтов в США[23].
- 9 октября
  - Армения и Азербайджан при посредничестве России договорились о «гуманитарном» прекращении огня. Через несколько часов после начала перемирия артиллерийские обстрелы возобновились по всему фронту[24].
  - Нобелевский комитет объявил в Осло лауреата премии мира за 2020 год. Им стала Всемирная продовольственная программа — крупнейшая гуманитарная организация, борющаяся с голодом[25].
- 10 октября
  - Кандидат в премьеры Кыргызстана заявил о готовности президента уйти с поста[26].
  - Александр Лукашенко посетил СИЗО КГБ Беларуси, где в течение более четырёх часов общался с арестованными представителями оппозиции[27].
  - Дональд Трамп перестал считаться распространителем коронавирусной инфекции и возобновил предвыборную кампанию[28].
- 11 октября
  - Клуб Национальной баскетбольной ассоциации «Лос-Анджелес Лейкерс» выиграл 17-й в своей истории чемпионский титул, обыграв в финале «Майами Хит»[29].
  - В Таджикистане проходят президентские выборы, шестые в истории страны. На пост главы государства претендуют пять кандидатов, среди которых действующий президент Эмомали Рахмон. Предварительные итоги будут оглашены в понедельник, 12 октября[30].
  - На Белорусской АЭС успешно состоялся пуск ядерного реактора первого энергоблока[31].
- 12 октября
  - Лауреатами Премии по экономике памяти Альфреда Нобеля стали Пол Милгром и Роберт Уилсон за работы в области теории аукционов[32].
  - Массовое убийство в Большеорловском (Нижегородская область) — погибли 5 человек, включая стрелка, 2 ранены[33].
- 14 октября
  - Решением афинского Апелляционного суда шесть членов руководства ультраправой греческой партии «Золотая заря», включая Николаоса Михалолиакоса получили 13 лет тюрьмы за руководство криминальной группировкой[34][35].
  - Физики синтезировали первый в мире сверхпроводник, который сохраняет свои свойства при температуре в 15 °С, что почти на 40 градусов выше предыдущего рекорда. При этом новому сверхпроводнику нужно давление в 2,6 млн атм[36].
- 15 октября
  - Президент Кыргызстана Сооронбай Жээнбеков объявил, что уходит в отставку на фоне протестов и политического кризиса в стране[37].
  - NASA подписало Соглашения Артемиды с семью странами (Австралия, Великобритания, Италия, Канада, Люксембург, ОАЭ и Япония) о совместной реализации программы по освоению Луны[38].
- 16 октября
  - США отвергли предложение России продлить договор СНВ-III на год без дополнительных условий[39].
  - Андорра стала новым 190-м членом Международного валютного фонда[40].
  - Во Франции произошло громкое убийство французского учителя Самюэля Пати[41].
- 18 октября
  - На президентских выборах в Боливии, убедительную победу одержал бывший министр экономики Луис Арсе Катакора, член партии «Движение к социализму» (MAS) и сторонник Эво Моралеса[42].
  - Истекло эмбарго на поставки в Иран, а также экспорт из этой страны обычных вооружений[43].
- 19 октября
  - Соединенные Штаты начали процесс исключения Судана из списка стран-спонсоров терроризма, после того, как Судан перечислил $335 млн компенсации семьям жертв терактов в США[44].
  - Высший суд Каталонии присудил отстранение от политики и денежный штраф членам парламента испанской Каталонии, причиной их наказания стали законы, признанные сепаратистскими и противоречащими конституции Испании[45].
- 20 октября
  - Из-за аварии на электросетях на всей территории Тувы была временно прервана подача электричества[46].
  - Израиль и ОАЭ подписали соглашения об авиасообщении, о безвизовом режиме, защите инвестиций и сотрудничестве в области науки и технологий в рамках визита делегации из Объединённых Арабских Эмиратов в Тель-Авив[47].
- 21 октября
  - Аппарат OSIRIS-REx взял пробу грунта на астероиде Бенну во время очень короткой (несколько секунд) посадки[48].
  - В Германии Был обнародован факт вандализма, которому подверглись египетские саркофаги, каменные скульптуры и картины XIX века из Пергамского музея, Старой национальной галереи и Нового музея, находящихся на Музейном острове в Берлине[49].
- 22 октября
  - Афинский Апелляционный суд вынес окончательное решение в отношении некоторых членов преступной организации «Золотая заря», включая её руководителя Николаоса Михалолиакоса. 39 человек отправлены в тюрьму[50].
  - Саад Харири в четвёртый раз стал премьер-министром Ливана[51].
- 23 октября
  - Конституционный суд Польши признал незаконным право женщины на аборт в случае выявления у плода серьезной инвалидности или неизлечимого заболевания[52].
  - Израиль и Судан договорились о нормализации отношений при посредничестве США[53].
- 24 октября
  - Состоялись президентские и парламентские выборы в Республике Сейшельские Острова, на пост главы государства в первый с обретения государством независимости (1976) избран кандидат от оппозиционной партии. Им стал представитель партии «Сейшельский демократический альянс» Вейвел Рамкалаван, которого поддержали 54,9 % избирателей[54].
- 25 октября
  - Правительство Испании ввело режим повышенной готовности для противодействия эпидемии COVID-19, режим предусматривает ограничение передвижения, по сути, комендантского часа[55].
  - В Минске прошла акция протеста «Народный ультиматум»[56].
  - Дипломатический скандал между Турцией и Францией: был отозван французский посол, Эрдоган призвал объявить бойкот всем французским товарам. Причиной этого послужило убийство исламистом французского учителя и последующие заявления обеих сторон[57].
- 26 октября
  - Премьер-министр Таиланда Прают Чан-Оча созвал внеочередную сессию парламента для урегулирования продолжающегося конфликта в обществе[58].
- 27 октября
  - Участники акций против запрета на аборты в Польше временно заблокировали дороги в разных городах страны[59].
- 28 октября
  - Последний гражданский рейс самолёта Ту-154 в России[60].
  - Прокуратура Анкары начала расследование в отношении французского журнала Charlie Hebdo по обвинению в оскорблении президента Турции[61].
  - Суд в Нью-Йорке приговорил к 120 годам тюрьмы 60-летнего Кита Раньери — лидера организации Nxivm, вовлекавшего женщин в сексуальное рабство[62].
  - Глава Facebook Марк Цукерберг, глава Twitter Джек Дорси и глава Google Сундар Пичаи приняли участие в заседании комитета по торговле Сената США, которое было посвящено обсуждению 230-й статьи[англ.] Закона об этике в сфере коммуникаций, который освобождает социальные сети от ответственности за материалы, размещённые их пользователями[63].
- 29 октября
  - Чрезвычайный и Полномочный Посол Республики Беларусь в Аргентинской республике Владимир Астапенко подал в отставку из-за «нелегитимности» Александра Лукашенко[64].
  - Из-за увеличения количества заболевших COVID-19 во Франции введён всеобщий режим изоляции, который продлится по меньшей мере до 1 декабря[65].
  - В Ницце произошёл теракт в римско-католическом соборе Нотр-Дам-де-Ницца[66].
- 30 октября
  - При землетрясении в Эгейском море магнитудой 6,9 баллов на греческом острове Самос под завалами погибли два подростка, на западе Турции погибли 116 человек[67]. Землетрясение вызвало цунами в Сеферихисаре[68]. Второе землетрясение магнитудой 5,1 баллов произошло в 20 км от Кушадасы[67].
  - Бельгия вновь объявила жёсткий карантин — почти такой же, как действовал на пике пандемии в марте и апреле[69].
- 31 октября
  - Начались парламентских выборах в Грузии. По итогам победу одержала правящая партия Грузинская мечта[70].
  - В Берлине был открыт международный аэропорт Берлин-Бранденбург имени Вилли Брандта, проект-долгострой, чьё открытие было первоначально намечено на 2011 год[71].